# Futbol'nyj Klub Ural 2016-2017
Questa voce raccoglie le informazioni riguardanti il Futbol'nyj Klub Ural nelle competizioni ufficiali della stagione 2016-2017.

## Stagione
Il squadra terminò il campionato in undicesima posizione e si classificò davanti all'Anži per il criterio delle reti realizzate in trasferta negli scontri diretti (punti conquistati, partite vinte e differenza reti negli scontri diretti sono uguali: Anži-Ural 2-3, Ural-Anži 0-1) e davanti all'Orenburg per il criterio dei punti conquistati negli scontri diretti (Orenburg-Ural 0-1, Ural-Orenburg 2-0), ottenendo così la salvezza diretta.
In coppa la squadra arrivò fino in finale dove allo Stadio Olimpico Fišt di Soči trovò la sconfitta per mano della Lokomotiv Mosca.

## Maglie
| Manica sinistra · Manica sinistra · Maglietta · Maglietta · Manica destra · Manica destra · Pantaloncini · Calzettoni | Manica sinistra · Manica sinistra · Maglietta · Maglietta · Manica destra · Manica destra · Pantaloncini · Pantaloncini · Calzettoni | Manica sinistra · Manica sinistra · Maglietta · Maglietta · Manica destra · Manica destra · Pantaloncini · Pantaloncini · Calzettoni |

## Rosa
| N. |                           | Ruolo | Calciatore            |
| -- | ------------------------- | ----- | --------------------- |
| 1  | Russia (bandiera)         | P     | Dmitri Arapov         |
| 2  | Russia (bandiera)         | D     | Vladimir Khozin       |
| 5  | Serbia (bandiera)         | D     | Dominik Dinga         |
| 7  | Russia (bandiera)         | D     | Aleksandr Dancev      |
| 9  | Russia (bandiera)         | A     | Roman Pavlyuchenko    |
| 10 | Zambia (bandiera)         | C     | Chisamba Lungu        |
| 11 | Russia (bandiera)         | A     | Aleksandr Stavpec     |
| 12 | Russia (bandiera)         | D     | Aleksandr Novikov     |
| 13 | Serbia (bandiera)         | D     | Radovan Pankov        |
| 14 | Costa d'Avorio (bandiera) | A     | Jean-Jacques Bougouhi |
| 15 | Ucraina (bandiera)        | A     | Denys Kulakov         |
|    | Russia (bandiera)         | C     | Aleksandr Ščerbakov   |

| N. |                      | Ruolo | Calciatore         |
| -- | -------------------- | ----- | ------------------ |
| 18 | Russia (bandiera)    | C     | Georgi Nurov       |
| 27 | Russia (bandiera)    | D     | Mikhail Merkulov   |
| 28 | Russia (bandiera)    | P     | Nikolaj Zabolotnyj |
| 29 | Argentina (bandiera) | D     | Pablo Fontanello   |
| 39 | Georgia (bandiera)   | A     | Giorgi Chanturia   |
| 57 | Russia (bandiera)    | C     | Artëm Fidler       |
| 77 | Ucraina (bandiera)   | C     | Dmytro Bilonog     |
| 85 | Russia (bandiera)    | A     | Sergej Serčenkov   |
| 88 | Russia (bandiera)    | C     | Dmitri Korobov     |
| 92 | Russia (bandiera)    | C     | Roman Emeljanov    |
|    | Romania (bandiera)   | C     | Eric Bicfalvi      |

## Risultati

### Campionato
| Ekaterinburg 31 luglio 2016 1ª giornata | Ural | 2 – 0 referto | Ufa | SKB-Bank Arena (7 850 spett.) |

| Rostov sul Don 7 agosto 2016 2ª giornata | Rostov | 0 – 0 referto | Ural | Stadio Olimp-2 (8 494 spett.) |

| Ekaterinburg 13 agosto 2016 3ª giornata | Ural | 0 – 1 referto | CSKA Mosca | SKB-Bank Arena (8 800 spett.) |

| Perm' 21 agosto 2016, ore 15:30 4ª giornata | Amkar Perm' | 1 – 0 referto | Ural | Stadio Zvezda (7 900 spett.) |

| Ekaterinburg 28 agosto 2016, ore 17:00 5ª giornata | Ural | 1 – 1 referto | Arsenal Tula | SKB-Bank Arena (6 556 spett.) |

| Kazan' 12 settembre 2016, ore 19:30 6ª giornata | Rubin | 3 – 1 referto | Ural | Stadio Centrale (5 399 spett.) |

| Ekaterinburg 17 settembre 2016, ore 16:30 7ª giornata | Ural | 0 – 1 referto | Anži | SKB-Bank Arena (4 800 spett.) |

| Orenburg 25 settembre 2016, ore 12:00 8ª giornata | Orenburg | 0 – 1 referto | Ural | Stadio Gazovik (5 000 spett.) |

| Tomsk 1º ottobre 2016, ore 12:00 9ª giornata | Tom' Tomsk | 1 – 1 referto | Ural | Trud Stadium (2 950 spett.) |

| Ekaterinburg 16 ottobre 2016, ore 14:00 10ª giornata | Ural | 0 – 2 referto | Zenit San Pietroburgo | SKB-Bank Arena (8 500 spett.) |

| Ekaterinburg 22 ottobre 2016, ore 17:00 11ª giornata | Ural | 0 – 1 referto | Spartak Mosca | SKB-Bank Arena (8 600 spett.) |

| Ekaterinburg 30 ottobre 2016, ore 12:00 12ª giornata | Ural | 1 – 4 referto | Terek Groznyj | SKB-Bank Arena (3 050 spett.) |

| Samara 5 novembre 2016, ore 16:00 13ª giornata | Kryl'ja Sovetov Samara | 2 – 2 referto | Ural | Stadio Metallurg (3 447 spett.) |

| Krasnodar 20 novembre 2016, ore 14:30 14ª giornata | Krasnodar | 3 – 0 referto | Ural | Stadio FK Krasnodar (17 304 spett.) |

| Mosca 26 novembre 2016, ore 17:00 15ª giornata | Lokomotiv Mosca | 1 – 1 referto | Ural | Stadio Lokomotiv (6 114 spett.) |

| Ekaterinburg 30 novembre 2016, ore 17:00 16ª giornata | Ural | 1 – 0 referto | Rostov | SKB-Bank Arena (2 340 spett.) |

| Mosca 3 dicembre 2016, ore 14:00 17ª giornata | CSKA Mosca | 4 – 0 referto | Ural | Arena CSKA (7 000 spett.) |

| Ekaterinburg 5 marzo 2017, ore 11:30 18ª giornata | Ural | 1 – 0 referto | Amkar Perm' | SKB-Bank Arena (4 570 spett.) |

| Tula 10 marzo 2017, ore 19:00 19ª giornata | Arsenal Tula | 2 – 0 referto | Ural | Stadio Arsenal (10 200 spett.) |

| Ekaterinburg 18 marzo 2017, ore 14:00 20ª giornata | Ural | 1 – 0 referto | Rubin | SKB-Bank Arena (4 813 spett.) |

| Kaspijsk 31 marzo 2017, ore 19:30 21ª giornata | Anži | 2 – 3 referto | Ural | Anži-Arena (3 950 spett.) |

| Ekaterinburg 10 aprile 2017, ore 17:30 22ª giornata | Ural | 2 – 0 referto | Orenburg | SKB-Bank Arena (3 917 spett.) |

| Ekaterinburg 16 aprile 2017, ore 15:00 23ª giornata | Ural | 1 – 0 referto | Tom' Tomsk | SKB-Bank Arena (3 017 spett.) |

| San Pietroburgo 22 aprile 2017, ore 14:00 24ª giornata | Zenit San Pietroburgo | 2 – 0 referto | Ural | Stadio San Pietroburgo (20 004 spett.) |

| Mosca 25 aprile 2017, ore 19:30 25ª giornata | Spartak Mosca | 1 – 0 referto | Ural | Otkrytie Arena (30 823 spett.) |

| Groznyj 29 aprile 2017, ore 19:00 26ª giornata | Terek Groznyj | 5 – 2 referto | Ural | Stadion imeni Achmat-Chadži Kadyrova (12 168 spett.) |

| Ekaterinburg 8 maggio 2017, ore 14:30 27ª giornata | Ural | 1 – 3 referto | Kryl'ja Sovetov Samara | SKB-Bank Arena (4 100 spett.) |

| Ekaterinburg 13 maggio 2017, ore 12:00 28ª giornata | Ural | 1 – 1 referto | Krasnodar | SKB-Bank Arena (3 300 spett.) |

| Ekaterinburg 17 maggio 2017, ore 17:30 29ª giornata | Ural | 1 – 2 referto | Lokomotiv Mosca | SKB-Bank Arena (5 570 spett.) |

| Ufa 21 maggio 2017, ore 15:00 30ª giornata | Ufa | 1 – 0 referto | Ural | Stadio Neftjanik (5 200 spett.) |

### Coppa di Russia
| Čeljabinsk 21 settembre 2016 Sedicesimi di finale | Čeljabinsk | 0 – 3 referto | Ural | Stadio Centrale |

| Perm' 26 ottobre 2016 Ottavi di finale | Amkar Perm' | 1 – 1 referto | Ural | Stadio Zvezda |

| Krasnodar 28 febbraio 2017 Quarti d finale   | Ural                 | 3 – 3 (d.t.s.) referto | Krasnodar | Stadio FC Krasnodar |
| \| \| \| \| \| \| Tiri di rigore 4 – 3 \| \| |                      |                        |           |                     |
|                                              |                      |                        |           |                     |
|                                              | Tiri di rigore 4 – 3 |                        |           |                     |

| Ekaterinburg 6 aprile 2017 Semifinale | Ural | 2 – 1 referto | Rubin | SKB-Bank Arena |

| Arbitro: | Aleksej Nikolaev |

|  |           |                          |
|  | Marcatori | 76’ Denisov 90’ Mirančuk |